# Аньим, Дэвид
Дэвид Мириамбо Аньим (англ. David Miriambo Anyim; 6 февраля 1965 — 24 сентября 2007, Найроби) — кенийский боксёр, представитель тяжёлой весовой категории. Выступал за национальную сборную Кении по боксу в 1990-х годах, серебряный призёр Игр Содружества, бронзовый призёр Всеафриканских игр, победитель и призёр многих турниров международного значения, участник летних Олимпийских игр в Барселоне.

## Биография
Дэвид Аньим родился 6 февраля 1965 года.
Впервые заявил о себе в боксе на взрослом международном уровне в сезоне 1992 года, когда вошёл в основной состав кенийской национальной сборной и благодаря череде удачных выступлений удостоился права защищать честь страны на летних Олимпийских играх 1992 года в Барселоне. Уже в стартовом поединке категории свыше 91 кг потерпел досрочное поражение от литовца Гитиса Юшкявичюса и сразу же выбыл из борьбы за медали. Также в этом сезоне выиграл серебряную медаль на Кубке Копенгагена в Дании.
После барселонской Олимпиады Аньим остался в составе боксёрской команды Кении и продолжил принимать участие в крупнейших международных турнирах. Так, в 1994 году он побывал на Играх Содружества в Виктории, откуда привёз награду серебряного достоинства, выигранную в тяжёлой весовой категории — в решающем финальном поединке уступил нигерийцу Дункану Докивари.
В 1995 году взял бронзу на Всеафриканских играх в Хараре.
В 1996 году стал серебряным призёром на чемпионате Содружества в Ммабато, где в финале тяжёлого веса потерпел поражение от канадца Жана-Франсуа Бержерона.
В 1997 году принял участие в чемпионате мира в Будапеште, но остановился здесь уже в 1/16 финала.
Последний раз показывал сколько-нибудь значимые результаты в боксе в сезоне 1998 года, когда выиграл домашний международный турнир в Найроби и выступил на турнире Multi Nations в Ливерпуле, где в четвертьфинале его остановил англичанин Одли Харрисон.
Умер 24 сентября 2007 года в Найроби в возрасте 42 лет.